# Alberto Della Torre
Alberto Della Torre (né le 8 septembre 1945 à Busto Arsizio) est un coureur cycliste italien. Professionnel de 1967 à 1976, il a notamment remporté le Tour de Vénétie en 1968. Actif sur piste à la fin de sa carrière, il a participé deux fois aux championnats du monde de demi-fond et a remporté les Six Jours de Delhi en 1974 avec Giorgio Morbiato.

## Palmarès sur route

### Palmarès amateur
- 1965
  - Coppa del Grande
  - Coppa Lino Limonta
  - Trofeo Caduti Medesi
- 1966
  - Milan-Bologne
  - Tour de Lombardie amateurs
  - 3e de Milan-Rapallo

### Palmarès professionnel
- 1968
  - Tour de Vénétie
  - Tour du Tessin
  - 2e du Grand Prix de l'industrie et du commerce de Prato
  - 2e de la Cronostaffetta
  - 3e du Tour des Apennins
- 1969
  - Grand Prix de l'industrie et du commerce de Prato
  - 3e étape du Tour de Catalogne
  - 2e du Grand Prix de la ville de Camaiore
  - 2e du Grand Prix Tarquinia
  - 3e de la Cronostaffetta
- 1970
  - Tour des Quatre Cantons

## Résultats sur les grands tours

### Tour d'Italie
- 1967 : 48e
- 1968 : 56e
- 1969 : 54e
- 1970 : 62e
- 1971 : 72e

## Palmarès sur piste
- 1971
  - 2e du championnat d'Italie de demi-fond
  - 3e du championnat d'Italie d'omnium indoor
- 1972
  - 2e du championnat d'Italie de demi-fond
  - 2e du championnat d'Italie de demi-fond indoor
- 1974
  - Six Jours de Delhi (avec Giorgio Morbiato)
- 1976
  - 3e du championnat d'Italie de demi-fond indoor